# 馬場利重
馬場 利重（ばば とししげ）は、江戸幕府の武士・旗本。長崎奉行を務めた。三郎左衛門。釜戸馬場氏の二代。

## 略歴
馬場昌次の子。母は千村良重の娘。
慶長5年（1600年）、上杉征伐の際に小山に赴き、徳川家康に仕えた。父と共に関ヶ原の戦いの前哨戦である東濃の戦いで戦功を挙げた。
その後、徳川秀忠に仕え、御書院番を務める。寛永8年（1631年）2月12日、御使番となる。同9年（1632年）4月、御目付に転じ、11月27日に布衣の着用を許された。
寛永10年（1633年）9月29日、堀尾忠晴が嗣子なく死去したため、出雲国・隠岐国へ赴いた。
寛永12年（1635年）12月14日、甲斐国巨摩郡で1000石を加増され、合計2600石を知行した。
寛永13年（1636年）、長崎代官となり制法の沙汰を務めた。
寛永14年（1637年）に島原の乱が勃発すると、長崎に赴く。のち、板倉重昌に属して原城攻めに加わった。同15年（1638年）1月1日、細川忠利の軍監となる。2月27日、原城が落ちると長崎に戻った。
同年（寛永15年）11月10日、大河内正勝と共に長崎奉行に任命され、一年おきに長崎に行くこととされた。慶安5年（1652年）1月28日、同奉行を辞職した。
明暦3年（1657年）9月10日、死去。法名は捩鉄。牛込の松源寺に葬られた。釜戸馬場氏の菩提寺である天猷寺にも墓がある。

## 槍について
釜戸馬場氏の菩提寺の天猷寺(岐阜県瑞浪市釜戸町)は、島原の乱に従軍した利重が多くのキリシタンを手にかけたと伝わる槍(呪いの地槍)を所蔵している。
伝説ではこの槍を蔵から出すと不幸が起きたため、蔵の奥に仕舞われて表に出されることはなくなったと伝わる。

## 長崎奉行
オランダ東インド総督であるアントニオ・ファン・ディーメンが、長崎奉行の頭越しに、幕府年寄衆に宛ててオランダ人の処遇改善を求める訴状を送ったことを巡り、オランダ商館長と同奉行の間に緊張関係が生じた。当時商館長を務めていたヤン・ファン・エルセラックと、長崎奉行だった利重により、訴状の提出を保留する、というかたちで決着をみた。